# محاصره کریشناپور
محاصره کریشناپور (به انگلیسی: The Siege of Krishnapur) یک رمان نوشته جیمز جی. فارل نویسنده اهل بریتانیا است که در سال ۱۹۷۳ در انگلستان منتشر شد و موفق شده‌است در همان سال برنده جایزه ادبی من بوکر شود.